# 八氯合二铼(III)酸四丁基铵
八氯合二铼(III)酸四丁基铵是一种配位化合物，化学式为(Bu4N)2[Re2Cl8]，其中Bu表示正丁基。它可由高铼酸四丁基铵和苯甲酰氯回流反应制得。它可以和羧酸反应，可以得到二氯化四羧酸二铼：
(Bu4N)2[Re2Cl8] + 4 RCO2H → Re2(O2CR)4Cl2 + 4 HCl + 2 Bu4NCl
它和氟化氢铵在300 °C反应，可以得到(NH4)2[Re2F8]。